# Geraldton (Australien)
Geraldton ist eine Stadt in Western Australia, etwa 424 Kilometer nördlich von Perth. Mit etwa 32.000 Einwohnern (2016) ist Geraldton die fünftgrößte Stadt in Western Australia. Sie ist ein wichtiges Fischfang-, Schafzucht-, Tagebau-, Weizen- und Tourismuszentrum. Geraldton ist zugleich ein bedeutender Hafen.

## Geschichte

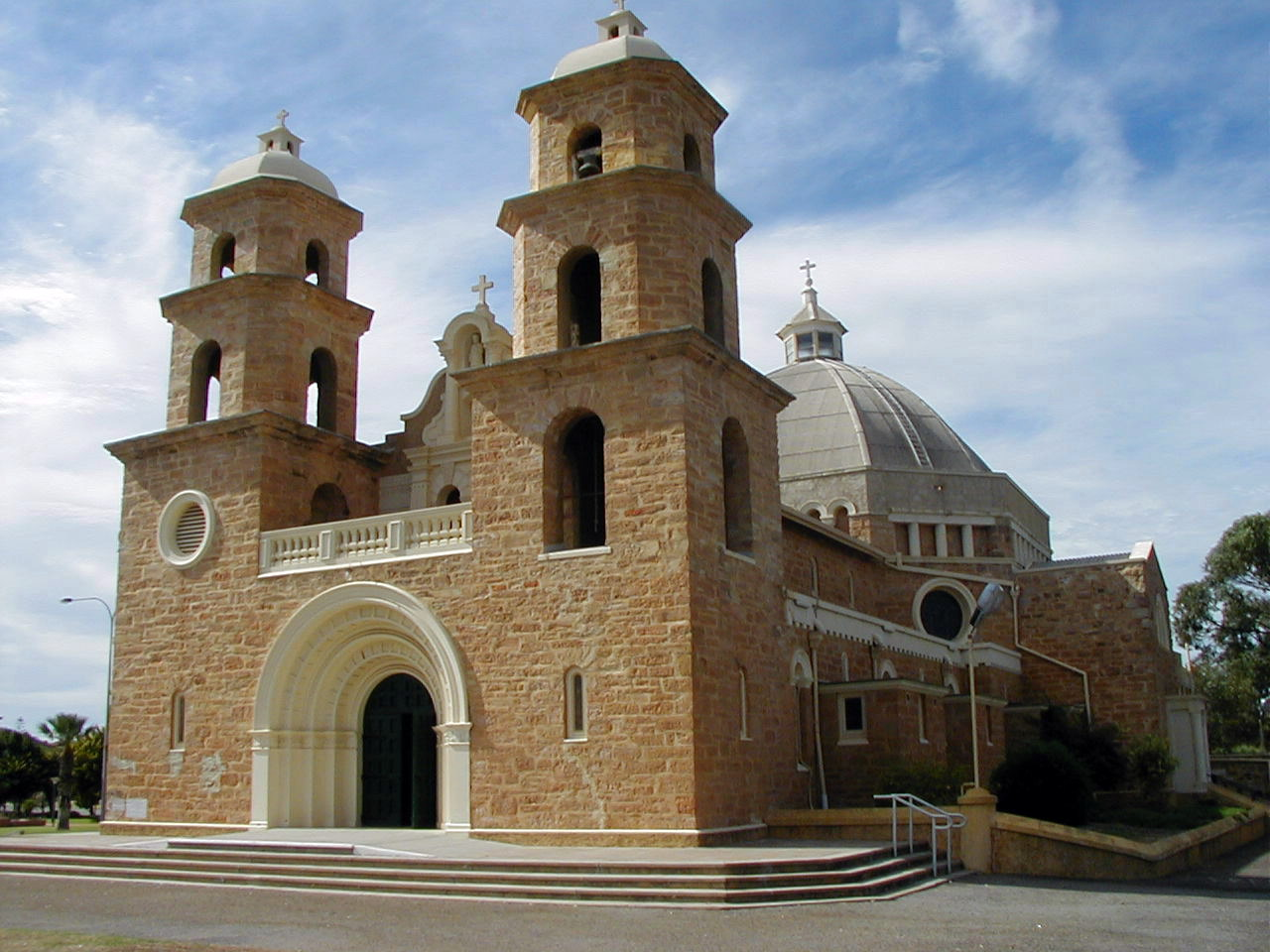
Die St. Francis Xavier Cathedral

Der erste Europäer, der diese Gegend erkundete, war George Grey im Jahre 1839. Zehn Jahre später reiste der Entdecker Augustus Gregory durch diese Region. Er fand eine erste Goldader am Murchison River. Die Mine, die anschließend eröffnet wurde, erhielt den Namen Geraldine nach dem Gouverneur Charles Fitzgerald. Die Stadt Geraldton wurde 1850 gegründet.
1922 wurde in Geraldton von Western Australian Airways die erste regelmäßige Fluglinie Australiens eröffnet. Zielpunkt war Derby.

## Sehenswürdigkeiten

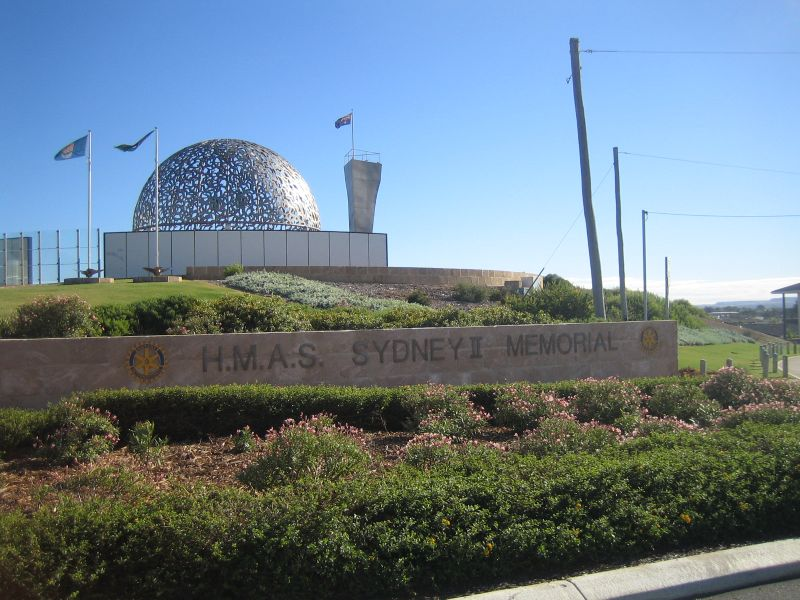
Gedenkstätte in Geraldton

1916 war der Baubeginn der Konstruktion der St. Francis Xavier Cathedral, die bis 1938 nicht fertiggestellt worden war.
Auf einer Erhebung mit einer bemerkenswerten Aussicht auf die Stadt wurde ein Denkmal für die Opfer der HMAS Sydney errichtet. Das Denkmal besteht unter anderem aus einer großen, teilweise durchlässigen Metallkuppel, einer auf das Meer hinausblickenden Statue einer wartenden Frau sowie einer in den Boden eingelassenen Wasserinstallation. Der Leichte Kreuzer verschwand mit seiner gesamten Besatzung nordwestlich von Geraldton nach einem Gefecht im Zweiten Weltkrieg mit dem deutschen Hilfskreuzer Kormoran und sein Wrack wurde erst am 16. März 2008 nördlich von Geraldton entdeckt.

## Klima
Geraldton hat trockene, warme Sommermonate und einen milden Winter. Das Klima wird einerseits durch die humide Luft, bedingt durch die Lage am Meer und andererseits durch die trockenen Winde aus dem Outback bestimmt.
|                       | Jan  | Feb  | Mär  | Apr  | Mai  | Jun   | Jul  | Aug  | Sep  | Okt  | Nov  | Dez  |   |       |
| Mittl. Tagesmax. (°C) | 31,7 | 32,6 | 30,8 | 27,6 | 23,8 | 20,7  | 19,5 | 20,0 | 22,0 | 24,4 | 27,0 | 29,4 | ⌀ | 25,8  |
| Mittl. Tagesmin. (°C) | 18,3 | 19,1 | 17,9 | 15,4 | 12,8 | 10,9  | 9,4  | 8,9  | 9,2  | 10,9 | 13,8 | 16,3 | ⌀ | 13,5  |
|                       |      |      |      |      |      |       |      |      |      |      |      |      |   |       |
| Niederschlag (mm)     | 5,8  | 11,8 | 17,1 | 25,4 | 72,6 | 104,9 | 95,1 | 65,1 | 32,4 | 19,9 | 9,8  | 5,7  | Σ | 465,6 |
|                       |      |      |      |      |      |       |      |      |      |      |      |      |   |       |
| Regentage (d)         | 1,7  | 2,3  | 2,9  | 6,0  | 10,1 | 13,8  | 14,7 | 12,6 | 9,7  | 7,0  | 4,0  | 2,2  | Σ | 87    |

| 18,3 |

| 19,1 |

| 17,9 |

| 15,4 |

| 12,8 |

| 10,9 |

| 9,4 |

| 8,9 |

| 9,2 |

| 10,9 |

| 13,8 |

| 16,3 |

| 18,3 |

| 19,1 |

| 17,9 |

| 15,4 |

| 12,8 |

| 10,9 |

| 9,4 |

| 8,9 |

| 9,2 |

| 10,9 |

| 13,8 |

| 16,3 |

## Umgebung
Nördlich von Geraldton befindet sich Northampton, außerdem die Hutt River Province, die seit ihrer selbst ausgerufenen Abtrennung von Western Australia 1969 Anspruch auf einen unabhängigen Staat erhebt. 
Die Inseln des Houtman-Abrolhos-Archipels liegen 60 km westlich von Geraldton. Die Region ist unter anderem berühmt für das aus dem Jahr 1629 stammende Wrack des Schiffes Batavia. 25 km südlich von Geraldton bei Walkaway wurde 2005 ein Windpark fertiggestellt. Er besteht aus 54 je 80 Meter hohen Windenergieanlagen, von denen jede eine Nennleistung von 1,8 Megawatt besitzt.
Nahe der Stadt befindet sich eine Station des Spionagesystems Echelon, die Australian Defence Satellite Communications Station.
Auf einer Landzunge westlich von Geraldton befindet sich der Leuchtturm Moore Point Lighthouse, der größte Ganzmetall-Leuchtturm des Landes.

## Söhne und Töchter der Stadt
- Edith Cowan (1861–1932), australische Sozialreformerin, Kinder- und Frauenrechtlerin
- Terry Mills (* 1957), australischer Politiker
- Justin Norris (* 1980), australischer Schwimmer
- Todd Pearson (* 1977), australischer Schwimmer
- Glencora Ralph (* 1988), australische Wasserballspielerin
- Randolph Stow (1935–2010), australischer Schriftsteller
- Tasma Walton (* 1973), australische Filmschauspielerin